# Een vliegtuigsmokkel met verrassingen
Een vliegtuigsmokkel met verrassingen is het 25e deel van de Bob Evers-boekenreeks van de schrijver Willy van der Heide.

## Verhaal
Hoofdpersonen van de serie zijn de Nederlandse jongens Arie Roos en Jan Prins en hun Amerikaanse vriend Bob Evers.
Een kunstschilder die naar Amerika emigreert heeft aan pa Roos een houten kampeerhuisje op de Veluwe verkocht. Pa Roos heeft, omdat hij het zelf met zijn vrachtbotenrederij druk genoeg heeft, zijn zoon Arie en diens vrienden Jan en Bob gevraagd dat huis eens te gaan bekijken. Als zij op weg naar dit huis op de Veluwe over een stil zandpad rijden, stuiten zij op twee mannen die met hun eigen auto zijn vastgeraakt in het zand. Zij worden overvallen en moeten hun eigen auto afstaan, waarna de twee mannen ermee vandoor gaan. Het blijkt dat deze daar niet voor niets aanwezig waren; zij blijken betrokken te zijn bij een smokkelcircuit, waarbij vanuit een vliegtuig Zwitserse horloges in een afgeworpen tonnetje Nederland worden binnengesmokkeld. De verdere loop van het avontuur brengt hen, op jacht naar de smokkelaars, naar het Brasemermeer, vervolgens naar hartje Amsterdam (waar Jan zich op een ingenieuze wijze bevrijdt uit een afgesloten kamer) en wederom de Veluwe, waar de smokkelaars uiteindelijk worden aangehouden.

## Drukgeschiedenis
De eerste druk werd in 1958 gepubliceerd door uitgeverij De Eekhoorn te Apeldoorn in een hardcoveruitgave, met stofomslag en illustraties van Rudy van Giffen. Tot en met 1959 verschenen nog drie drukken.
In 1969 werd het formaat gewijzigd. Het boek werd voortaan gepubliceerd als pocketboek (17,5 × 11,5 cm). De tekst van deze uitgave was in geringe mate aangepast door de auteur. De druknummering werd voortgezet en tot 1991 verschenen de volgende drukken:
- 1969 t/m 1981: 5e t/m 16e druk, omslag van Moriën
- 1984: 17e druk, omslag van Carol Voges
- 1991: 18e druk, omslag van Bert Zeijlstra

In de pocketeditie zijn geen illustraties opgenomen.
In 2002/2003 verscheen Een vliegtuigsmokkel met verrassingen als strip in 91 afleveringen in het Algemeen Dagblad, in een bewerking van Koen Wynkoop (scenario) en Hans van Oudenaarden (tekeningen).  Het hoort bij de stripreeks Bob Evers.